# Квинквирема

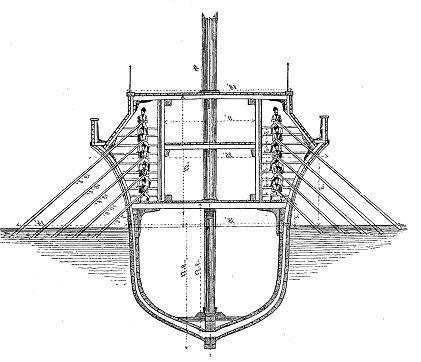
фантастическая (абсурдная) реконструкция пентеры, сделанная в XIX веке

Квинквирема (лат. quinquiremis, от quinque «пять» + remus «весло») или пентера (от греч. πέντε «пять») — боевой корабль с пятью рядами вёсел, большего размера, чем триера, вёсла которого управляются двумя, двумя и одним гребцом (2+2+1). Число вёсел в одном ряду доходило до 25. Водоизмещение свыше 200 т, длина 45 м, ширина 6 м, осадка 2,5 м, экипаж около 250 чел. Для согласования гребли применялись канатное соединение вёсел одного ряда и упоры, ограничивающие величину гребка.
В настоящее время считается, что название связано не с числом вёсел, а с числом гребцов.
Нос и корму пентеры украшали акростолем (продолжение штевней). Кормовая часть корабля была окружена навесной галереей с балюстрадой, под которой обычно подвешивалась шлюпка. Пентеры имели две мачты с боевыми марсами. Парусное вооружение состояло из больших прямых парусов, использовавшихся только на переходах при попутных ветрах. Часто оснащались абордажным вороном. В отличие от более лёгкой триремы, квинкверема могла на большой скорости пробить вражеский корабль насквозь.
Первые пентеры начали строить ещё финикийцы. Они участвовали в обороне Тира от войск Александра Македонского в IV в. до н. э.
Строительство квинкверем было начато в Риме во время Первой Пунической войны, после того как шторм выбросил на побережье Италии аналогичный карфагенский корабль, так как биремы и триремы были неспособны справиться с многоярусными тяжелыми кораблями Карфагена, борт которых, защищённый целым лесом вёсел, был недоступен таранному удару сравнительно лёгких римских бирем.

Современная реконструкция корабля с четырьмя и более гребцами: квадритема, квинквирема, гексарема и т. д.